# Storchsdorf
Storchsdorf ist ein Ortsteil der Stadt Königsee im Landkreis Saalfeld-Rudolstadt in Thüringen.

## Geographie
Das 400 m über NN gelegene Dörfchen liegt unweit nördlich hinter Rottenbach an einem Südhang. Der hohe Wald- und Grünlandanteil wird durch den Wechsel von Hang- und Tallagen natürlich beeinflusst. Die steinreichen Muschelkalk- und Buntsandsteinverwitterungsböden sind trockene Standorte und auf Niederschläge angewiesen.

## Geschichte
Am 16. Januar 1380 wurde Storchsdorf urkundlich ersterwähnt. Bis 1918 gehörte der Ort zur Oberherrschaft des Fürstentums Schwarzburg-Rudolstadt.
Am 1. Juli 1950 wurde der Ort in die Gemeinde Rottenbach eingemeindet.